# Archigram
Archigram foi um grupo de arquitetos ingleses formado em 1961 - embora o grupo só tenha adotado o nome de fato em 1963 - com base na Architectural Association School of Architecture, em Londres, cujas propostas buscavam um diálogo mais próximo com o contexto cultural da época. 
Archigram se inspirou na tecnologia como forma de expressão para criar projetos hipotéticos, na tentativa de resgatar as premissas fundamentais da arquitetura moderna (Cf. magazine Archigram no.1, 1961). Seus principais membros foram Peter Cook, Warren Chalk, Ron Herron, Dennis Crompton, Michael Webb e David Green. 

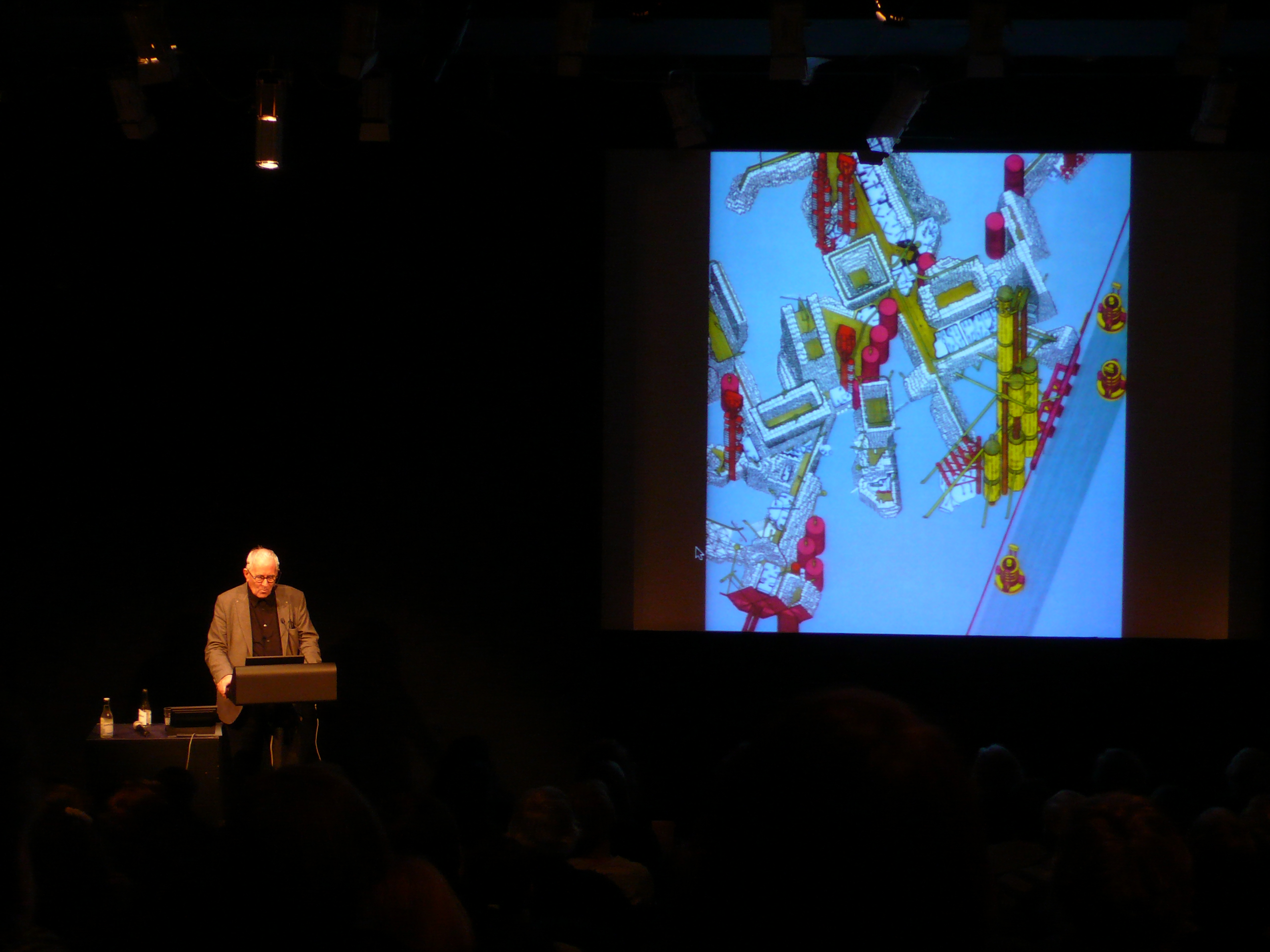
Peter Cook apresentando o projeto “Plug-in City” da Archigram

## Objetivos
A intenção do grupo inglês era a publicação de uma revista de arquitetura ilustrada que divulgasse a produção do grupo mas, mais do que isso, fosse um instrumento de comunicação direta e de crítica às formas tradicionais de produção, representação e de ensino de arquitetura. A publicação recebeu o nome de Archigram, nome composto através da união das palavras architectural + telegram, ou aerogram . 
Já neste momento é possível identificar um primeiro rompimento proposto: a produção da arquitetura entendida pelo grupo através da sua inserção na comunicação midiática, cuja linguagem adotada reforçava a cultura de massas; seja pela própria adoção da revista como meio de expressão arquitetônica, seja pelo uso de uma linguagem pouco ou nada particular e fechada ao universo da disciplina, compreendendo os elementos linguísticos pop, retirados das histórias em quadrinhos (comics), da propaganda, da televisão, de fotografias; compondo híbridas montagens.  
Publicaram suas idéias no panfleto Archigram a partir de 1961. Obtiveram grande notoriedade com a exposição Living City, no Institute of Contemporary Arts, em 1963. Defendiam uma abordagem high tech, com infra-estrutura leve, explorando o universo das estruturas infláveis, computadorizadas, ambientes descartáveis, cápsulas espaciais e imagens de consumo de massas.  Seu trabalho apresentava uma visão sedutora de um futuro da era da máquina, de uma sociedade orientada para o consumo, altamente informatizada, nômade.
Sua produção desenvolveu-se como reflexo da revolução econômica e tecnológica que avançava sobre os países desenvolvidos. Refere-se aqui à inauguração de uma nova contemporaneidade ditada pelos recentes produtos da tecnologia de transportes, da comunicação, da informática e da robótica, que tem lugar na década de 60. A corrida espacial, o desenvolvimento da comunicação via satélite, o surgimento do germe do que chamamos hoje de Internet, a invasão dos eletrônicos e eletrodomésticos nos lares, todos esses fatores característicos da revolução tecnológica conduziram, em aliança, ao desenvolvimento de uma nova linguagem cultural que contaminou todos os âmbitos de expressão. Essa linguagem caracterizou-se em especial pela extensão do seu alcance, definida pelo que ficou conhecido como cultura de massas ou cultura pop, inteiramente influenciada pelos novos meios de comunicação hiper-midiáticos, que permitiam tal alcance e difusão de ideias.
A década de 60 representou um importante marco temporal de rompimento e de inauguração de uma nova cultura, caracterizada pelo questionamento das formas vigentes/tradicionais de comportamento - Cf. o célebre Maio francês (1968) -, e, no que aqui nos interessa, de produção artística de maneira geral. Reina a apologia ao novo comprometida com a crítica aos modelos convencionais e, mais do que em nenhuma outra década, ultrapassados. Observou-se, na produção  arquitetônica de diversas partes do mundo, a crença indiscutível no progresso e a revisão das categorias que balizavam essa produção, tais como tempo, espaço e tecnologia.
Archigram representa a confiança no poder libertador da tecnologia, recuperando o espírito heroíco das vanguardas do início do século XX. Além da exaltação da técnica, trata-se principalmente do compromisso daquelas pessoas com o espírito do seu espaço-tempo, que consiste em considerar aquele universo modificado pela evolução da técnica. Ao contrário das vanguardas do início do século, não se trata de exaltar a máquina como o artefato da industrialização, mas sim um processo abstrato da mecanização. Ou seja, não é a utilização da tecnologia que é importante, mas a vivência daquele mundo modificado pelas novas relações de produção e consumo.
Os questionamentos do Archigram partem da aceitação de uma sociedade de produção e consumo massivos, que se dá através de novas formas de organização do trabalho, idealizadas por Taylor e implementadas por Ford. As tarefas são agora fragmentadas em linhas de montagem em fluxo contínuo. A partir disso, o grupo compreende também a obsolescência do entorno urbano, que fora criado pelo pragmatismo do welfare state, e tampouco se sentiam satisfeitos com a estandardização e padronização que visavam os modernistas com seu estilo internacional. Mais que um espaço da contemplação, viam a arquitetura como espaço onde se dá a ação. A cidade idealizada pelo grupo é vista como rede, ou um local des-hierarquizado, que pudesse expandir-se indefinidamente, prevendo, talvez, o surgimento do que se chama de sociedade em rede, tornada possível, principalmente, pela difusão da Internet. Daí a necessidade da reformulação da arquitetura - diante da crise disciplinar pós-1930 [Tafuri] -, que compreendesse a nova vida urbana e sua mobilidade, metamorfoses e contemplasse o novo nomadismo possível com a evolução dos transportes. A obsolescência e a prática constante da substituição deveria se refletir na atividade arquitetônica gerando uma nova arquitetura descartável, móvel, mutável e aberta.
No entanto, apesar do otimismo em relação à tecnologia, sentiam necessidade de resolver a tensão entre indivíduo e sistema. Ou seja, de compatibilizar a reprodução em série com a individualidade, garantindo a flexibilidade através do plugar e desplugar. Daí os conceitos plug-in e clip-on, possibilitando a participação na escolha, isto é, cada usuário poderia conectar à sua revelia os artefatos técnicos, gerando novos aparelhos e possibilitando um grau maior de interatividade.
Os meios de divulgação que utilizavam os componentes do Archigram seguiam a estética publicitárias e pop, como inquietação com a cultura eletrônica e com a participação dos jovens no mercado, principalmente como consumidores e exigentes quanto a novas formas, geradas pelo fluxo veloz da nova cidade.

## Influências
Tiveram como influência a obra do futurista Antonio Sant'Elia, assim como de Buckminster Fuller. Dialogavam com especulações das mais diversas partes do mundo, como as dos Metabolistas japoneses, do conterrâneo Cedric Price, os italianos do Superstudio e Archizoom, Yona Friedman e as teorias do crítico Reyner Banham. As propostas de Archigram, por sua vez, tornaram-se um repertório indisputável para tendências futuras, principalmente o modernismo conhecido como high-tech (produtivismo, Cf. Frampton, História Crítica da Arquitetura Moderna)  de Norman Foster, Renzo Piano e Richard Rogers.

## Propostas do grupo
Archigram nasce da percepção de um espaço-tempo distorcido pela reprodutibilidade técnica de novos artefatos tecnológicos, principalmente com a disfusão das telecomunicações e de novas teorias científicas. O grupo se desenvolve a partir de um espírito vital e jovial que, herdado das vanguardas do início do século XX, gerava um novo  modo de ver o tempo, que excedia a compreensão nascimento, vida e morte, e se subdividia em eternos, incontáveis e regulares milissegundos. 
Mais que uma exaltação à técnica o grupo buscava transcender os esquemas fordista-taylorista de produção e gerar uma alternativa para reprodutibilidade que possibilitasse maior interação do usuário e representasse uma alternativa à  homogeneização e estandardização do estilo internacional. Que a arquitetura não apenas investisse em tecnologia, mas que todo o sistema se curvasse sobre si mesmo e investisse na tecnologia como um todo, ou seja, até a arquitetura funcionaria considerando o novo momento social e econômico.
Buscavam a flexibilidade na utilização dos artefatos reproduzidos em série, diversificando o consumo dentro da lógica da produção massiva, daí o desenvolvimento dos conceitos plug-in e clip-on, o que podemos ver realizado hoje em dia através dos mp3 players, computadores, laptops, flashdrives. 
O fim do grupo se dá simultaneamente com o declínio da idade de ouro em que viviam as principais potencias ocidentais. Tal espírito de vitalidade perdera sua força, e as políticas otimistas sociais do welfare state davam lugar a políticas conservadoristas [na Inglaterra, a era Tatcher]. Em 1974 o grupo publica o último número de sua revista, que eles próprios numeram com o "felliniano" título de 9 ½, como que assumindo a perda do espírito vital que movia seus questionamentos e criações.  Já nesse número começa a abandonar das soluções totalizantes para as cidades e a relativizar seus conceitos.
Os projetos do Archigram não foram desenvolvidos visando à construção concreta, mas eram entendidos como uma subcultura arquitetônica, que pretendia subverter o sistema dominante. Daí, diferenciarmos os conceitos de atual e virtual. Os projetos do grupo não deixaram de ser reais pela sua virtualidade, apenas não atingiram, em seu tempo, a atualidade.
Entre os principais trabalhos de Archigram estão "Walking City" (cidade móvel) de Ron Herron (1964), "Plug-in-City" (cidade "plugável") de Peter Cook, (1964-66) e "Instant City" (cidade instantânea), de Cook, Crompton e Herron, (1969-70).

## Obras principais
- Sin Centre, 1961, Mike Webb.
- Living City (exposição no ICA - 1963) e Interchange City (1964), Warren Chalk e Ron Herron. Utiliza conceitos de proliferação, esquematização em 3D dos neurônios cerebrais. O foco é colocado na complexidade de conexões e redes.
- Plug-in City, (1962-64) de Peter Cook. A cidade como um organismo.
- Walking City, 1964, Ron Herron. Projeto baseado em mega-estruturas urbanas.  Cidades zoomórficas e nômades que se deslocam e se inter-conectam.
- Instant City, 1969-70, Peter Cook, Ron Herron e David Greene. Projeto de uma "cidade nômade", que se desloca, elemento por elemento, transportada por caminhões, helicópteros ou dirigíveis.  Instant City (cidade instantânea), pousa sobre uma cidade que já existe.  Cidade-rede ou primeira cidade global, não está mais presa à lógica da localização fixa. Segundo Fábio Duarte (Arquitetura e Tecnologias de Informação, 1999), seria a "metametrópole informacional".